# مقتضى
المقتضى ما لا صحة له إلا بإدراج شيء آخر ضرورة صحة كلامه، كقوله تعالى ﴿واسأل القرية﴾ [يوسف:82] أي أهل القرية.